# Set the World on Fire Tour
Set the World on Fire Tour es la quinta gira musical de la cantautora estadounidense Alicia Keys, realizada en 2013 para promover Girl on fire, su quinto álbum de estudio.

## Antecedentes
Alicia Keys anunció seis fechas en el Reino Unido e Irlanda después de su presentación en el programa The X factor. Los boletos para los shows salieron a la venta el 23 de noviembre de 2012. Debido a la alta demanda, se añadió un séptimo espectáculo a realizarse en el O2 Arena de Londres. La etapa estadounidense de la gira fue confirmada el 10 de enero de 2013, cuyos boletos se pusieron en preventa cuatro días después.

## Teloneros
- Miguel (Norteamérica y Europa)
- Bluey Robinson (Liverpool y Newcastle)
- André Henriques (Lisboa)

## Lista de canciones
1. «Karma»
2. «You don't know my name»
3. «Tears always win»
4. «Listen to your heart»
5. «Like you'll never see me again»
6. «A woman's worth»
7. «Diary»
8. «Love you down»
9. «Un-thinkable (I'm ready)»
10. «Try sleeping with a broken heart»
11. «101»
12. «Fallin'»
13. «I'll be there for you/You're all i need to get by» (interpretada por coristas)
14. «When it's all over»
15. «Fire we make»
16. «Unbreakable»
17. «Not even the king»
18. «If i ain't got you»
19. «No one»
20. «New day»
21. «Murder she wrote»
22. «Girl on fire»
Encore:
23. «Brand new me»
24. «Empire state of mind (Part II) Broken down»

Fuente: The Register.

## Fechas
| Fecha                    | Ciudad            | País                   | Recinto                          |
| ------------------------ | ----------------- | ---------------------- | -------------------------------- |
| Norteamérica             |                   |                        |                                  |
| 7 de marzo de 2013       | Seattle           | Estados Unidos         | CenturyLink Field                |
| 8 de marzo de 2013       | Vancouver         | Canadá                 | Rogers Arena                     |
| 10 de marzo de 2013      | Oakland           | Estados Unidos         | Oracle Arena                     |
| 12 de marzo de 2013      | Los Ángeles       | Estados Unidos         | Staples Center                   |
| 13 de marzo de 2013      | San Diego         | Estados Unidos         | Valley View Casino Center        |
| 15 de marzo de 2013      | Las Vegas         | Estados Unidos         | Mandalay Bay Events Center       |
| 17 de marzo de 2013      | Grand Prairie     | Estados Unidos         | Verizon Theater at Grand Prairie |
| 18 de marzo de 2013      | Houston           | Estados Unidos         | Toyota Center                    |
| 20 de marzo de 2013      | Cedar Park        | Estados Unidos         | Cedar Park Center                |
| 21 de marzo de 2013      | Nueva Orleans     | Estados Unidos         | New Orleans Arena                |
| 23 de marzo de 2013      | Miami             | Estados Unidos         | AmericanAirlines Arena           |
| 24 de marzo de 2013      | Tampa             | Estados Unidos         | Tampa Bay Times Forum            |
| 27 de marzo de 2013      | Cherokee          | Estados Unidos         | Harrah's Cherokee Events Center  |
| 29 de marzo de 2013      | Atlanta           | Estados Unidos         | Philips Arena                    |
| 30 de marzo de 2013      | Greensboro        | Estados Unidos         | Greensboro Coliseum              |
| 2 de abril de 2013       | Toronto           | Canadá                 | Air Canada Centre                |
| 3 de abril de 2013       | Montreal          | Canadá                 | Bell Centre                      |
| 5 de abril de 2013       | Nueva York        | Estados Unidos         | Barclays Center                  |
| 6 de abril de 2013       | Ledyard           | Estados Unidos         | MGM Grand Theater                |
| 8 de abril de 2013       | Newark            | Estados Unidos         | Prudential Center                |
| 10 de abril de 2013      | Boston            | Estados Unidos         | Agganis Arena                    |
| 11 de abril de 2013      | Nueva York        | Estados Unidos         | Madison Square Garden            |
| 13 de abril de 2013      | Atlantic City     | Estados Unidos         | Ovation Hall                     |
| 14 de abril de 2013      | Washington, D. C. | Estados Unidos         | Verizon Center                   |
| 17 de abril de 2013      | Detroit           | Estados Unidos         | Joe Louis Arena                  |
| 18 de abril de 2013      | Chicago           | Estados Unidos         | United Center                    |
| 20 de abril de 2013      | Nasáu             | Bahamas                | Atlantis Grand Ballroom          |
| 14 de mayo de 2013       | Orlando           | Estados Unidos         | Universal Studios                |
| Europa                   |                   |                        |                                  |
| 18 de mayo de 2013       | Liverpool         | Reino Unido            | Echo Arena                       |
| 19 de mayo de 2013       | Newcastle         | Reino Unido            | Metro Radio Arena                |
| 21 de mayo de 2013       | Belfast           | Irlanda                | Odyssey Arena                    |
| 22 de mayo de 2013       | Dublín            | Irlanda                | The O2                           |
| 24 de mayo de 2013       | Mánchester        | Reino Unido            | Manchester Arena                 |
| 25 de mayo de 2013       | Birmingham        | Reino Unido            | National Indoor Arena            |
| 28 de mayo de 2013       | Nottingham        | Reino Unido            | National Ice Centre              |
| 30 de mayo de 2013       | Londres           | Reino Unido            | The O2 Arena                     |
| 31 de mayo de 2013       | Londres           | Reino Unido            | The O2 Arena                     |
| 2 de junio de 2013       | Esch-sur-Alzette  | Luxemburgo             | Rockhal                          |
| 4 de junio de 2013       | Frankfurt         | Alemania               | Festhalle                        |
| 5 de junio de 2013       | Colonia           | Alemania               | Lanxess Arena                    |
| 7 de junio de 2013       | Ámsterdam         | Países Bajos           | Ziggo Dome                       |
| 8 de junio de 2013       | Amberes           | Bélgica                | Sportpaleis                      |
| 10 de junio de 2013      | Hamburgo          | Alemania               | O2 World                         |
| 12 de junio de 2013      | Praga             | República Checa        | O2 Arena                         |
| 13 de junio de 2013      | Viena             | Austria                | Wiener Stadthalle                |
| 15 de junio de 2013      | Zúrich            | Suiza                  | Hallenstadion                    |
| 16 de junio de 2013      | Múnich            | Alemania               | Olympiahalle                     |
| 18 de junio de 2013      | Lyon              | Francia                | Halle Tony-Garnier               |
| 19 de junio de 2013      | Turín             | Italia                 | Palasport Olímpico               |
| 21 de junio de 2013      | Monte Carlo       | Mónaco                 | Salle des Etoiles                |
| 22 de junio de 2013      | Marsella          | Francia                | Le Dôme de Marseille             |
| 24 de junio de 2013      | París             | Francia                | Palais Omnisports de Paris-Bercy |
| 25 de junio de 2013      | París             | Francia                | Palais Omnisports de Paris-Bercy |
| 28 de junio de 2013      | Lisboa            | Portugal               | MEO Arena                        |
| 30 de junio de 2013      | Posnania          | Polonia                | Estadio Municipal de Poznań      |
| 2 de julio de 2013       | Estambul          | Turquía                | Parkorman                        |
| 4 de julio de 2013       | Tel Aviv          | Israel                 | Nokia Arena                      |
| 9 de agosto de 2013      | Helsinki          | Finlandia              | Flow Festival                    |
| 10 de agosto de 2013     | Gotemburgo        | Suecia                 | Way Out West Festival            |
| Norteamérica             |                   |                        |                                  |
| 30 de agosto de 2013     | Nueva York        | Estados Unidos         | Central Park                     |
| Sudamérica               |                   |                        |                                  |
| 12 de septiembre de 2013 | São Paulo         | Brasil                 | Espaço das Américas              |
| 15 de septiembre de 2013 | Río de Janeiro    | Brasil                 | Rock In Rio                      |
| 17 de septiembre de 2013 | Porto Alegre      | Brasil                 | Teatro Oi Araújo Vianna          |
| 20 de septiembre de 2013 | Buenos Aires      | Argentina              | Estadio G.E.B.A.                 |
| 23 de septiembre de 2013 | Santiago          | Chile                  | Movistar Arena                   |
| Norteamérica             |                   |                        |                                  |
| 28 de septiembre de 2013 | Nueva York        | Estados Unidos         | Global Citizens Festival         |
| 7 de noviembre de 2013   | Nueva York        | Estados Unidos         | Hammerstein Ballroom             |
| Asia                     |                   |                        |                                  |
| 15 de noviembre de 2013  | Dubái             | Emiratos Árabes Unidos | Dubai Media City                 |
| 18 de noviembre de 2013  | Yokohama          | Japón                  | Yokohama Arena                   |
| 25 de noviembre de 2013  | Manila            | Filipinas              | Mall of Asia Arena               |
| 29 de noviembre de 2013  | Yakarta           | India                  | Skeeno Exhibition Gandaria City  |
| Oceanía                  |                   |                        |                                  |
| 5 de diciembre de 2013   | Perth             | Australia              | Perth Arena                      |
| 7 de diciembre de 2013   | Yarra Valley      | Australia              | Rochford Eyton Winery            |
| 8 de diciembre de 2013   | Melbourne         | Australia              | Rod Laver Arena                  |
| 9 de diciembre de 2013   | Hindmarsh         | Australia              | Adelaide Entertainment Centre    |
| 11 de diciembre de 2013  | Sídney            | Australia              | Allphones Arena                  |
| 13 de diciembre de 2013  | Boondall          | Australia              | Brisbane Entertainment Centre    |
| 14 de diciembre de 2013  | Pokolbin          | Australia              | Hope Estate Winery               |